# Khủng hoảng dầu mỏ 1973
Khủng hoảng dầu mỏ là thời kỳ giá dầu mỏ tăng cao gây áp lực lớn cho nền kinh tế. Cuộc khủng hoảng dầu mỏ năm 1973 bắt đầu từ tháng 10 năm 1973 khi các nước thuộc Tổ chức các quốc gia Ả Rập xuất khẩu dầu mỏ (OPEC) tuyên bố ban hành lệnh cấm vận hay nói cách khác là quyết định ngừng xuất khẩu dầu mỏ sang các nước ủng hộ Israel trong cuộc chiến tranh Yom Kippur, cụ thể ở đây là Mỹ. Trước khi lệnh cấm chấm dứt vào tháng ba 1974, giá dầu thế giới đang từ $3/thùng lên đến gần $12/thùng, trong khi đó ở Mỹ thì giá dầu cao hơn chút ít. Việc ngừng xuất khẩu dầu mỏ này đã gây ra cuộc Khủng hoàng dầu mỏ, hay còn được ví như một "cú sốc giá dầu", đã để lại nhiều hậu quả xấu nhất thời và dai dẳng đối với nền chính trị toàn cầu và nền kinh tế thế giới. Sự việc được ví như "cú sốc giá dầu đầu tiên trong lịch sử", kéo theo sau đó lại là một "cú sốc dầu mỏ lần thứ II" diễn ra vào năm 1979.

## Tổng quan

Biểu đổ giá dầu giai đoạn 1861–2015 thể hiện sự tăng mạnh năm 1973 và tăng lần nữa là khủng khoảng năng lượng 1979. Đường màu cam là giá điều chỉnh do lạm phát.

Việc ngừng xuất khẩu dầu này là sự đáp trả cho sự can thiệp của Mỹ vào cuộc chiến tranh Yom Kippur năm 1973. Chỉ sáu ngày sau khi Ai Cập và Syria châm ngòi cho cuộc tấn công quân sự bất ngờ chống lại Israel thì Mỹ lại nhúng tay cung cấp vũ khí cho Israel. Để đáp trả lại việc làm của Mỹ, Tổ chức các quốc gia Ả Rập xuất khẩu dầu mỏ (viết tắt là OPEC, bao gồm các nước Ả Rập của khối OPEC cùng với Ai-Cập và Syria) tuyên bố ban hành lệnh cấm xuất khẩu dầu mỏ đối với Canada, Nhật Bản, Hà Lan, Anh Quốc và cả Mỹ.
Cuộc khủng hoảng trên tạo sự tác động không hề nhỏ đối với mối quan hệ ngoại giao và đồng thời tạo ra sự chia cắt trong nội bộ khối NATO. Những quốc gia châu Âu và Nhật Bản đều muốn hướng đến việc thay đổi chính sách ngoại giao đối với các nước Trung Đông của Mỹ để tránh trở thành mục tiêu cho sự tẩy chay hay cấm vận dầu mỏ trên. Các quốc gia sản xuất dầu mỏ Ả Rập muốn đạt được những thay đổi chính trị theo hướng hòa bình giữa các quốc gia tham chiến. Nhân sự kiện trên, chính phủ của Tổng thống Nixon bắt đầu mở nhiều cuộc đàm phán đa phương với các nước tham gia vào cuộc chiến Yom Kippur. Họ muốn dàn xếp cho quân Israel rút về từ Bán đảo Sinai và Cao nguyên Golan. Trước ngày 18 tháng 1 năm 1974, ngoại trưởng Mỹ Henry Kissinger đã đàm phán thương lượng để quân đội của Israel rút hẳn về từ nhiều nơi thuộc địa phận của Bán đảo Sinai. Hiệp ước cho sự hòa giải sau đàm phán giữa Israel và Syria là điều kiện đủ để thuyết phục các quốc gia sản xuất dầu Ả Rập chấm dứt lệnh cấm xuất khẩu dầu vào tháng 3 năm 1974.
Một cách độc lập, các thành viên trong khối OPEC đều tranh thủ lợi dụng cơ cấu điều chỉnh giá dầu toàn cầu như một đòn bẩy để tăng cường thu nhập cho riêng mình bằng cách đẩy giá dầu thế giới lên sau nhiều lần đàm phán không thành với các công ty dầu khí phương Tây.
Lệnh cấm vận diễn ra cùng thời gian với việc nhu cầu tiêu thụ dầu khí tăng cao từ các quốc gia đang công nghiệp hóa và đồng thời với sự tăng trưởng mạnh mức tiêu thụ dầu của quốc gia nhập khẩu dầu lớn nhất thế giới tại thời điểm đấy, cụ thể là Mỹ. Sau khi lệnh cấm được dỡ bỏ, những quốc gia bị ảnh hưởng bởi lệnh cấm vận bắt đầu ban hành những chính sách mới để hạn chế sự lệ thuộc của mình vào các nước xuất khẩu dầu mỏ khác trong tương lai.
Cú sốc giá dầu năm 1973, đi cùng với sự sụp đổ của thị trường chứng khoán 1973–1974 được xem như các sự kiện tách biệt (không liên quan) vì thực chất thì sự kiện có tầm ảnh hưởng khủng khiếp hơn cả đổi với nước Mỹ là cuộc Suy thoái kinh tế toàn cầu.
Việc thành công trong việc tiến hành lệnh ngừng xuất khẩu cho thấy được quyền lực cả về mặt chính trị và kinh tế của Ả Rập Xê Út. Vì đây là quốc gia xuất khẩu lớn nhất, đồng thời cũng là một vương quốc mang bên mình khuynh hướng bảo vệ nền chính trị và tôn giáo,.

## Những mốc sự kiện đáng chú ý

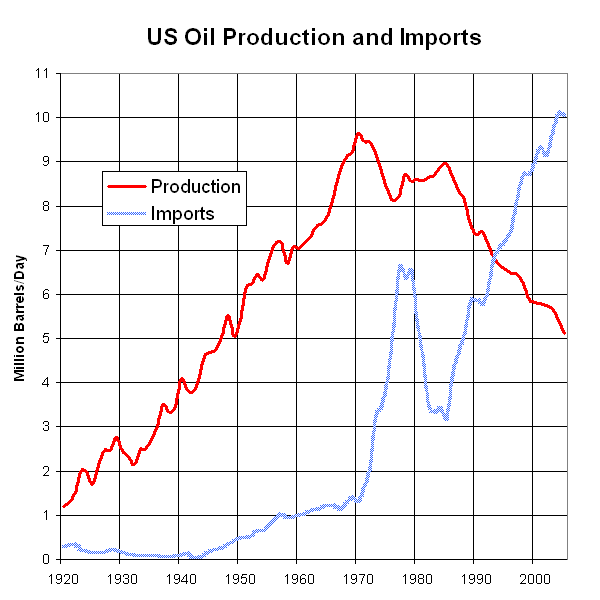
Sản xuất và nhập khẩu dầu của Mỹ. Theo hình vẽ giá trị đỉnh nhập khẩu dầu bắt đầu từ đỉnh của sản xuất dầu, và cuộc cấm vận có ảnh hưởng ít.

### Sự đi xuống của ngành công nghiệp dầu khí ở nước Mỹ
Vào năm 1970, các hoạt động sản xuất sản phẩm dầu khí của Mỹ đi vào giai đoạn suy giảm vì sự ảnh hưởng của lệnh cấm vận. Theo sau đó, đại diện của Công ty Nixon là James E.Akins cùng với đại sự quán Mỹ ở Ả Rập Saudi đã tiến hành kiểm tra khả năng sản xuất các sản phẩm dầu khí ở Mỹ. Và kết quả rất đáng lo ngại vì trữ lượng dầu mỏ ở Mỹ hiện đã cạn kiệt và xu hướng chắc chắn sẽ là giảm sâu.
Theo Akins, lệnh ngưng xuất khẩu dầu mỏ tác động rất ít đến tổng lượng dầu cung cấp cho thế giới.

### OPEC
OPEC – viết tắt của Organization of the Petroleum Exporting Countries hay nói cách khác là tổ chức các quốc gia chuyên về xuất khẩu dầu khí bao gồm 12 thanh viên bao gồm Iran, bảy nước Ả Rập (Iraq, Kuwait, Libya, Qatar, Ả Rập Xê Út và Các Tiểu vương quốc Ả Rập Thống nhất), cùng với Venezuela, Indonesia, Nigeria và Ecuador được thành lập tại hội nghị ở Baghdad vào ngày 14 tháng 9 năm 1960. Mục đích mà OPEC thành lập là để hạn chế sức ép đến từ "Seven Sisters" (7 công ty Dầu khí phương Tây lớn) để hạ thấp giá dầu.
Thoạt đầu, OPEC hoạt động như một bộ phận mặc cả giá dầu cho các nước giàu tài nguyên – ở đây là các nước đang phát triển. OPEC ước tính những hoạt động của mình để hưởng phần chia nhiều hơn của việc huy động lợi nhuận đến từ phía các công ty dầu khí và gia tăng quyền lực của mình trong việc kiểm soát tiến độ sản xuất sản phẩm dầu khí. Vào đầu những năm 1970, OPEC bắt đầu có tầm ảnh hưởng về mặt kinh tế và chính trị; các công ty dầu khí và các quốc gia xuất khẩu dầu khí đột nhiên phải đối mặt lượng dầu xuất khẩu không đồng nhất.

### Sự kết thúc của thỏa hiệp tiền tệ Bretton Woods
Vào ngày 15 tháng 8 năm 1971, Mỹ độc lập rút khỏi thỏa hiệp tiền tệ Bretton Woods. Mỹ đồng thời cũng bỏ qua Bản vị Vàng (Gold Exchange Standard) trong khi giá của đồng đô-la đã được bình ổn theo giá vàng và giá cả của các ngoại tệ khác cũng phải chịu sự ảnh hưởng của đồng USD – giá đô-la tăng giảm liên tục phụ thuộc vào nhu cầu của thị trường. Không lâu sau đó, Anh quốc lại tiếp tục nâng cao sự ảnh hưởng của đồng Bảng Anh của mình. Trong khi các quốc giá khác hướng đến giá cả đồng tiền phụ hợp với đồng tiền của mình nhất. Góp phần vào giá cả ngoại tệ như trên sẽ tạo ra sự lên xuống không ngờ đến trong một khoản thời gian, các nước công nghiệp gia tăng lượng vàng tích trữ của mình bằng cách nâng giá nguồn hỗ trợ tiền tệ lên mức lớn nhất từ trước đến giờ. Kết quả là, một sự hạ giá đồng đô la và các ngoại tệ của các quốc gia khác. Cũng bởi vì giá dầu tính theo đô-la, thu nhập của các quốc gia sản xuất dầu giảm. Tháng 9, 1971, OPEC đề cập một hội nghị đề xuất từ ngày này trở đi, họ sẽ niêm yết giá dầu theo giá vàng.
Điều này có ảnh hưởng đến "cuộc khủng hoảng dầu mỏ". Sau 1971, OPEC lại chậm trễ trong việc điều chỉnh lại sự tụt giá trị tiền tệ này. Từ 1947 đến 1967, giá đồng đô-la lại tăng trở lại tầm khoảng 2%/năm. Cho đến khi khủng hoảng dầu mỏ diễn ra thì giá trị đồng đô-la vẫn giữ vững ổn định so với các ngoại tệ khác. Sự gia tăng giá cả trong giai đoạn 1973–1974 đánh trả giá dầu trở về quy ước theo giá vàng như những gì đã đề cập ở Bretton Woods.

### Cuộc chiến tranhYom Kippur
Tháng 10, 1973, Syria và Ai Cập, với sự ủng hộ của các quốc gia Ả Rập khác, khơi mào cuộc tấn công quân sự vào Isarael, ở Yom Kippur. Điều này dẫn đến mâu thuẫn lớn với các nước Ả Rập – Israel về mặt kinh tế và tôn giáo. Vào thời điểm trên, Iran là quốc gia xuất khẩu dầu lớn nhất thế giới và là đồng minh thân cận của Mỹ. Vài tuần sau đó, đại diện bên Iran phát ngôn: "Tất nhiên là giá dầu sẽ tăng… Chắc chắn! Và như thế nào? Các nước khác đã tăng giá dầu lên tận 300%, và điều tương tự cũng xảy ra với giá đường và xi măng. Các người mua dầu thô của nước tôi rồi bán lại cho chúng tôi, lọc dầu, rồi bán với giá gấp trăm lần giá mà các người đã trả chúng tôi,… Điều đáng nói là, kể từ nay trở đi, các người phải trả nhiều hơn để mua dầu từ chúng tôi. Hay là như thế này, trả hơn 10 lần vậy "
Vào tháng 10 năm 1973, Tổng thống Mỹ Richard Nixon cấp phép cho chiến dịch Nickle Grass, cho phép Không quân Mỹ cung cấp vũ khí quân sự, hỗ trợ quân sự cho Israel, sau khi Liên Xô bắt đầu điều quân tới Syria và Ai Cập.

## Cấm vận

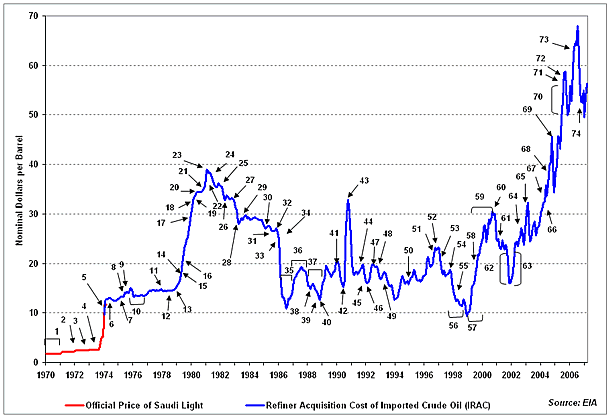
Giá dầu trong thời kỳ cấm vận. Đồ thị vẽ theo giá trị danh nghĩa, không phải giá thực, giá dầu, và cuối cùng giá dầu vượt tăng rất cao. Tuy nhiên, những hiệu ứng của cấm vận dầu mỏ rõ ràng nó tăng gấp đôi giá trị thực của dầu thô ở cấp lọc dầu, và gây ra sự thiếu hụt dầu ở Mỹ.

Để đáp trả việc Mỹ cung cấp vũ khí quân sự cho Israel, tháng 10 năm 1973, OPEC nâng giá dầu lên 70% đến mức giá $5.11/thùng. Sau ngày hôm đó, lãnh đạo dầu mỏ nhất trí ban hành lệnh cấm vận, cắt giảm 5% trong việc sản xuất dầu mỏ trong tháng 9 và tiếp tục cắt giảm tiếp thêm 5% nữa cho đến khi nào đạt được mục đích chung và mục đích chính trị. Ngày 19 tháng 10 năm 1974, thổng thống Nixon yêu cầu Quốc hội hỗ trợ $2.2 tỷ từ nguồn cứu trợ khẩn cấp đến Israel, bao gồm cả $1.5 triệu ngay lập tức. George Lenczowki nói "Hỗ trợ và viện trợ quân sự khẩn cấp của tổng thống Nixon sẽ không cứu Israel khỏi sự sụp đổ". Quyết định đề xuất hỗ trợ $2,2 tỷ đô này dẫn đến đến sự đáp trả của OPEC. Lybia ngay lập tức tuyên bố sẽ dừng luôn nguồn dầu cung cấp vận chuyển đên đất Mỹ. Các quốc gia Ả Rập, các quốc gia sản xuất dầu mỏ hùa nhau tham gia vào việc cấm vận, ngưng hẳn việc xuất khẩu với Mỹ vào ngày 20 tháng 10 năm 1973. Ở hội nghị tại Kuwait, OPEC tuyên bố việc ngưng cung cấp dầu đến nhiều quốc gia và cắt hẳn luôn giao thiệp với Mỹ - được coi là quốc gia thù địch chính từ thời điểm này.
Giá dầu tăng lại được gánh thuế rất nặng. Bởi vì nguồn cầu trong thời gian ngắn không tăng giảm nhất thời, nguồn cung nhất thời vẫn còn rất ít khi giá dầu bị đẩy lên cao. Do đó, giá dầu thị trường tăng từ $3/thùng lên tận $12/thùng để giảm đáng kể nhu cầu. Kể từ khi hiệp định giá cả Bretton Woods bị chấm dứt kết hợp với sự lạm phát vào đầu những năm 1980, giá dầu vẫn tiếp túc leo thang cho đến năm 1986.
Qua nhiều đợt biến đổi giá dầu, lệnh cấm vận dầu thay đổi cả tình hình chính trị ở Trung Đông đến cả các công tác thăm dò, tìm kiếm dầu mỏ. Ngay cả việc tìm kiếm nguồn tài nguyên khác thay thế cho dầu cũng bị làm khó vì tỉ lệ lạm phát ngày một leo thang.

## Các mốc sự kiện cụ thể
- Tháng 1 năm 1973 – 1974, Thị trường chứng khoán thoái trào vì áp lực đến từ lạm phát cao và sự suy sụp của thị trường ngoại tệ
- Ngày 23 tháng 8 năn 1973, để lên kế hoạch cho cuộc chiến tranh Yom Kippur, quốc vương Ả Rập Xê Út Faisal và tổng thống Ai Cập Anwar Sadat hội đàm tại Riyadh và bí mật thương thuyết với nhau, trong đó Ả Rập muốn sử dụng giá dầu như một "loại vũ khí" cho cuộc xung đột quân sự giữa hai bên.[18]
- Ngày 6 tháng 10, Ai Cập và Syria mở cuộc tấn công nhằm vào Israel trên Sinai và cao nguyên Golan ở Yom Kippur, châm ngòi cho cuộc chiến tranh Ả Rập – Israel năm 1973.
- Đêm ngày 8 tháng 10, OPEC thương lượng với nhiều công ty Dầu khí lớn để hạ nhiệt giá dầu, tuy nhiên việc này thất bại năm 1971.
- Tháng 10, quân đội Mỹ tiến hành chiến dịch Nickle Grass, một chiến dịch không vận trên không trung để cung cấp vũ khí và lương thực cho Israel chống lại Ả Rập. Cũng ngay lúc này, quân đội Liên Xô lại ủng hộ và hỗ trợ cho bên Ả Rập.
- Ngày 16 tháng 10, bảy cường quốc dầu mỏ quyết định tăng giá dầu lên 17% đến $3,65/thùng và tuyên bố sẽ ngưng việc sản xuất và cung cấp dầu mỏ.[19]
- Ngày 19 tháng 10, Tổng thống Mỹ Nixon lại căn thiệp sâu hơn vào cuộc chiến, đưa ra hỗ trợ quân sự $2,2 tỷ cho Israel, việc này đã làm cho Ả Rập vô cùng phẫn nộ.[13]
- Ngày 26 tháng 10, chiến tranh Yom Kippur đi vào hồi kết.
- Ngày 5 tháng 11, Ả Rập tuyên bố cắt 25% lượng dầu xuất khẩu cho Mỹ, và cắt ngay lập tức 5% để đe dọa sự can thiệp của Mỹ.
- Ngày 23 tháng 11, Lệnh cấm của Ả Rập chính thức có hiệu lực ở các quốc gia khác.
- Ngày 9 tháng 12, ban quản trị Dầu khí Ả Rập, cắt giảm tiếp 5% cho những quốc gia không đồng minh vào tháng 1 năm 1974
- Ngày 25 tháng 12, Ả Rập tuyên bố sẽ tăng 10% sản lượng dầu xuất khẩu cho OPEC
- Ngày 7–9, tháng 1 năm 1974 OPEC quyết định đóng băng giá dầu cho đến ngày 1 tháng 4 năm 1974
- Ngày 11 tháng 2, Kissinger buộc phải đệ trình chính sách " Độc lập nguồn năng lượng dầu mỏ " cho nước Mỹ.
- Ngày 5 tháng 3, Israel rút binh sĩ cuối cùng ra khỏi phía đông của Kênh Suez.
- Ngày 17 tháng 3, hội nghị OPEC ở Ả Rập, không có mặt của đại diện của Libya, công bố dừng lệnh trừng phạt, cấm vận dầu khí đối với nước Mỹ.
- Đến tận tháng 12 năm 1974, sự suy thoái thị trường dầu mỏ mới đi vào thời kết.

## Tầm ảnh hưởng
Lệnh cấm vận, ngưng hẳn xuất khẩu dầu mỏ tạo ra một tầm ảnh hưởng rộng lớn và dường như ngay lập tức. OPEC hối thúc các công ty dầu mỏ phải đẩy giá dầu lên thật cao. Điều này khiến cho giá dầu toàn cầu từ $3/thùng tăng gần như gấp 4 lần lên đến $12/thùng.
Sự leo thang trên ảnh hưởng rất nặng nề, khiến cho các quốc gia đang phát triển phụ thuộc vào năng lượng dẫu mỏ dẫn tới kinh doanh sản xuất rơi vào trì trệ, bế tắc hoặc chịu thua lỗ lớn. Trong khi đó thì các quốc gia xuất khẩu dầu sau khi đã đẩy giá dầu lên cao trở nên vô cùng giàu có.
Nguồn lợi nhuận thu được từ các quốc gia đang phát triển, công nghiệp hóa khiến các quốc gia xuất khẩu dầu trở nên giàu có, vì thế các quốc gia đang phát triển muốn giảm sự lệ thuộc của mình nên đã chủ động cắt giảm nguồn cung cầu dầu mỏ. Không những vậy, các quốc gia phương Tây còn trang bị nhiều thêm các vũ khí quân sự nhằm gây ra sức ép chính trị, đẩy sức ép này lên vai của các nước Trung Đông. Các quốc gia Ả Rập đã tiêu hơn 100 tỷ đô-la để truyền bá tư tưởng đạo hồi giáo của mình thay vì đầu tư vào dầu mỏ, điều này tưởng chừng như vô hại cho đến khi sự ra đời của phiến quân Al-Qaeda và Taliban.
Vài tháng sau đó, cuộc khủng hoảng cũng đi đến hồi kết. Lệnh ngưng xuất khẩu dầu mỏ được chấm dứt vào tháng 3, năm 1974 sau khi hội thảo tối cao ở Washington Oil Summit, nhưng hậu quả mà cuộc khủng để lại thực sự nặng nề và dai dẳng, nó kéo dài cho đến hết những năm 70. Đồng đô-la cũng dần lấy lại giá trị và vị thế của mình và trở nên bớt cạnh tranh hơn nhiều so với các ngoại tệ khác trên thị trường chứng khoán.

### Ngành công nghiệp xe ô tô
Khủng hoảng dầu khí đưa đến tín hiệu cho công nghiệp tự động toàn cầu, điều này dẫn đến nhiều thay đổi xuất hiện ở những thập kỉ sau.

#### Tây Âu
Sau Thế Chiến thứ 2, hầu hết các nước Tây Âu đánh thuế nhiên liệu động cơ để hạn chế nhập khẩu, dẫn đến việc hầu hết xe hơi châu Âu trở nên nhỏ hơn và tiết kiệm hơn so với Mỹ. Vào cuối những năm 1960, thu nhập tăng khiến cho kích thước xe tăng lên.
Khủng hoảng dầu đẩy người mua xe ở Tây Âu không tiếp cận những chiếc xe to và lãng phí nhiên liệu hơn. Kết quả đáng kể nhất của quá trình này là sự phổ biến của loại xe có cốp nhỏ gọn (compact / hatchbacks). Xe có cốp nhỏ duy nhất được làm ở Tây Âu trước khủng hoảng dầu là Peugeot 104, Renault 5 và Fiat 127. Vào cuối thập kỷ 70, thị trường đã được mở rộng với sự xuất hiện của Ford Fiesta, Opel Kadelt, (được bán dưới tên Vauxhall Astra ở Anh), Chrysler Sunbeam và Citroen Visa.
Người mua tìm kiếm những mẫu xe lớn hơn dần bị thu hút bởi những mẫu xe có cốp cỡ trung. Hầu như không được biết đến ở châu Âu năm 1973, vào cuối thập kỷ, chúng đã thay thế xe chở khách (saloons) trở thành trụ cột chính của phân khúc này. Vào giữa những năm 1973 đến 1980, xe có cốp cỡ trung (medium-sized hatchbacks) đã được mở bán tại khắp châu Âu: Chrysler/Simca Horizon, Fiat Ritmo (còn gọi là Strada), Ford Escort MK3, Renault 14, Volvo 340 / 360, Opel Kadett, and Volkswagen Golf.
Những chiếc xe này được đánh giá là tiết kiệm hơn xe khách truyền thống mà chúng thay thế, và thu hút những người vốn dĩ muốn mua những chiếc xe lớn hơn. Khoảng 15 năm sau cuộc khủng hoảng, xe cốp nhỏ/trung đã thống trị hầu hết các thị trường xe nhỏ và trung ở Châu Âu và đã chiếm 1 lượng đáng kể trong gia đình thị trường xe.

#### Hoa Kỳ
Trước khủng hoảng năng lượng, các xe to, nặng và mạnh từng rất phổ biến. Đến năm 1971, động cơ tiêu chuẩn trong 1 xe Chevrolet Caprice là động cơ V8 400 cc,tương đương 6.5 lít (400-cubic inch (6.5 liter) V8). Chiều dài khoảng cách bánh xe trước sau là 121.5 inch (3.090 mm), và thử nghiệm chạy mẫu Chervolet Impala năm 1972 của Motor Trend cũng đạt không thể vượt qua mức 15 dặm đường cao tốc một gallon.
Cuộc khủng hoảng làm giảm nhu cầu xe lớn. Xe nhập khẩu từ Nhật Bản, tiêu biểu như Toyota Corona, Toyota Corolla, Datsun B210, Datsun 510, Honda Civic, Mitsubishi Galant (một sản phẩm nhập khập khẩu từ Chryler dưới tên gọi Dodge Colt), Subaru DL và sau này là Honda Accord đều có động cơ 4 máy tiết kiệm nhiên liệu hơn so với động cơ V8 thông thường của Mỹ và các động cơ 6 máy. Các sản phẩm nhập khẩu từ Nhật trở thành sản phẩm dẫn đầu thị trường đại chúng với cấu trúc đồng nhất (unibody) và dẫn động cầu trước (FWD), thứ đã trở thành tiêu chuẩn của ngành.
Ở châu Âu, Volkswagen Beetle, Volkswagen Fastback, Renault 8, Renault LeCar, và Fiat Brava đều rất thành công. Các nhà sản xuất Mỹ đáp trả lại bằng các mẫu Ford Pinto, Ford Maverick, Chevrolet Vega, Chevrolet Nova, Plymouth Valiant và Plymouth Volaré. 
Một vài người mua than vãn về kích thước nhỏ của những mẫu xe của Nhật, và cả Toyota lẫn Nissan (sau này được biết là Datsun) đã giới thiệu những mẫu xe lớn hơn như Toyota Corona Mark II, Toyota Cressida, Mazda 616 và Datsun 810, những mẫu xe này đã thêm không gian cho hành khách và các tiện nghi như máy lạnh, tay lái trợ lực, đài AM/FM và cả cửa kính cường lực lẫn khóa trung tâm mà không tăng giá thành của phương tiện. Một thập kỷ sau cuộc khủng hoảng năm 1973, Honda, Toyota và Nissan, bị ảnh hưởng bởi những hạn chế xuất khẩu, mở rộng các khu công nghiệp nhà máy và thành lập những đơn vị xa xỉ của họ (Acura, Lexus và Infiniti) để phân biệt chúng khỏi những nhãn hiệu đại trà.
Các mẫu xe tải nhỏ gọn được giới thiệu, như là Toyota Hilux và Datsun Truck, nối tiếp là Mazda Truck (được bán dưới tên gọi Ford Courier), và mẫu Chervolet LUV chế tạo bởi Isuzu. Mitsubishi đổi thương hiệu Forte thành Dodge D 50 vài năm sau cuộc khủng hoảng. Mazda, Mitsubishi, và Isuzu hợp tác với Ford, Chrysler và GM. Sau này những nhà sản xuất Hoa Kỳ giới thiệu những mẫu xe dành riêng cho thị trường trong nước (Ford Ranger, Dodge Dakota và Chervolet S10/GMC S-15), kết thúc chính sách nhập khẩu phân phối.
Sự gia tăng của xe nhập khẩu vào Bắc Mỹ buộc General Motors, Ford và Chrysler phải giới thiệu những mô hình nhỏ và tiết kiệm nhiên liệu hơn cho thị trường trong nước. Mẫu Dodge Omni/ Plymouth Horizon từ Chrysler, Ford Fiesta và Chervolet Chevette đều có động cơ bốn máy và đủ chỗ cho ít nhất 4 người ngồi. Đến năm 1985, phương tiện giao thông tại Mỹ đi được 17.4 dặm/gallon, so với 13.5 dặm/gallon vào đầu những năm 1970. Sự cải thiện này được giữ nguyên ngay cả khi giá một thùng dầu giữ nguyên ở mức 12$ từ năm 1974 đến 1979.
Doanh thu xe khách của hầu hết các hãng (ngoại trừ sản phẩm của Chrysler) đã được phục hồi trong 2 năm triển khai từ khủng hoàng năm 1973. Mẫu Cadillac DeVille và Fleetwood, Buick Electra, Oldsmobile 98, Lincoln Continental, Mercury Marquis và vô số các mẫu xe khách cao cấp trở nên phổ biến trở lại vào giữa những năm 1970. Những sản phẩm duy nhất không được phục hồi là những mẫu giá mềm hơn như Chevrolet Bel Air và Ford Galaxie 500. Nhỏ hơn một chút, những mẫu cỡ trung như Oldsmobile Cutlass, Chevrolet Monte Carlo, Ford Thunderbird đều được bán ổn định.
Xe nhập đã thành công cùng với những mẫu hạng nặng, đắt tiền. Năm 1976, Toyota bán được 346.920 xe (trung bình nặng khoảng 2100 lb) trong khi Cadillac bán được 309.139 xe (trung bình nặng khoảng 5000lb). Những tiêu chuẩn an toàn của liên đoàn như NHTSA Federal Motor Vehicle Safety Standard 215 (liên quan đến két an toàn) và mẫu gọn nhẹ như 1974 Mustang I là tiên phong cho tổ hợp "giảm khối lượng" của thể loại xe cộ. Năm 1977, sự thay đổi của các mẫu xe đầy đủ kích cỡ của GM đã phản ánh rõ cuộc khủng hoảng. Năm 1979, hầu như tất cả những mẫu kích cỡ tiêu chuẩn ở Mỹ đều bị thu nhỏ, ra mắt những động cơ nhỏ và kích thước nhỏ. Chrysler chấm dứt những mẫu xe khách cao cấp vào năm 1981, chuyển sang động cơ dẫn động cầu trước vào năm 1982 (trừ hai mẫu xe khách Dodge Diplomat/Plymouth Gran Fury và Chrysler New Yorker Fifth Avenue).

## Sự suy thoái củaOPEC
OPEC sớm mất đi vị trí tiên phong và vào năm 1981, bị vượt mặt bởi những quốc gia khác. Hơn nữa, các nước thành viên đều bị chia rẽ, Ả Rập Xê Út, đang cố gắng khôi phục thị phần, gia tăng sản xuất, hạ giá thành, thu nhỏ hoặc xóa bỏ lợi nhuận của những nhà sản xuất tốn kém. Giá dầu thế giới, đạt đến đỉnh trong thời kỳ khủng hoảng năng lượng năm 1979 đạt gần 40$ một thùng, giảm trong thời kì 1980 đến dưới 10$ 1 thùng. Điều chỉnh theo lạm phát, giá dầu giảm xuống dưới mức trước năm 1973. Sự giảm giá này là thời cơ chín muồi cho các nước nhập khẩu dầu, cả các nước đã và đang phát triển.
Cấm vận đã khuyến khích những địa điểm khai thác năng lượng mới bao gồm Alaska, Biển Bắc, Biển Caspi và Kavkaz (Caucasus). Quá trình khám phá ra dầu mỏ ở lưu vực biển Caspi và Siberia đem lại lợi nhuận lớn. Sự hợp tác với OPEC chuyển thành một mối quan hệ chống đối khi Liên Xô tăng sản xuất. Vào năm 1980, Liên Xô trở thành nhà sản xuất lớn nhất thế giới.
Một phần của sự sụt giảm giá thành và địa vị kinh tế chính trị của OPEC đến từ sự di chuyển của các nguồn năng lượng thay thế. OPEC đã dựa dẫm vào sự bất co giãn của giá cả (Price Inelasticity) để duy trì nhu cầu tiêu hao cao, nhưng đã coi thường sự mở rộng, dẫn đến bảo toàn và các nguồn năng lượng sẽ tự nhiên giảm sút nhu cầu. Công nghiệp sản xuất điện hạt nhân và khí tự nhiên, nhiệt điện từ khí tự nhiên và gas lẫn ehanol đều làm giảm nhu cầu dầu. 
Sự sụt giảm giá cả đã tạo ra một vấn đề nghiêm trọng trong việc xuất khẩu dầu ở các nước Bắc Âu và Vịnh Ba Tư. Những nước dân cư phân bố dày đặc, chưa phát triển, nơi nền kinh tế còn phụ thuộc mạnh vào dầu như México, Nigeria, Algérie và Libya, chưa chuẩn bị cho một sự thay đổi thị trường khiến cho các nước này rơi vào tình trạng khó khăn.
Khi nhu cầu giảm và sản xuất tăng, dầu mỏ đã ngập tràn thị trường thế giới vào giữa những năm 1980, giá dầu sụt giảm và những quy ước mất đi tính thống nhất của nó, México (1 nước ngoài thành viên), Nigeria, Venezuela, những nước mà nền kinh tế phát triển nhanh chóng vào những năm 70, phải đối mặt với tình trạng gần phá sản, và kể cả sức mạnh kinh tế của Ả Rập Xê Út cũng bị giảm đi đáng kể. Những chia rẻ của OPEC khiến những việc phối hợp trở nên khó khăn hơn. Đến năm 2015, OPEC vẫn chưa thể đạt đến sự thống trị như trong thời gian đầu của nó.